# Otobius sparnus
Otobius sparnus är en fästingart som beskrevs av Glen M. Kohls och Clifford 1963. Otobius sparnus ingår i släktet Otobius och familjen mjuka fästingar. Inga underarter finns listade i Catalogue of Life.